# Willy Huhn
Pour les articles homonymes, voir Huhn.
Willy Huhn (Metz, 11 janvier 1909 - Berlin, 17 février 1970) est un politologue et théoricien marxiste et communiste antistalinien allemand. Il participe à la Résistance intérieure au nazisme. Il est notamment l'auteur de Trotsky, le Staline manqué.

## Biographie
Fils d'un officier de police, Willy Huhn naît en 1909, à Metz, une ville de garnison animée d'Alsace-Lorraine. Après le Traité de Versailles de 1919, le jeune Willy doit quitter Metz avec sa famille. Il travaille dans une librairie à partir de 1926. À la mort de son père, en 1929, Willy Huhn devient un militant socialiste, d'abord au SPD, puis au Sozialistische Arbeiterpartei Deutschlands (SAPD). Il devient par la suite un membre des Rote Kämpfer, une organisation clandestine de la gauche communiste, qui participait à la lutte contre le nazisme. Face à la Seconde Guerre mondiale, son attitude se situe alors dans une optique trotskiste, puisqu'il espère que la guerre jouera son « rôle ordinaire d’accélérateur du processus historique ». 
Après la Seconde Guerre mondiale, Willy Huhn est nommé enseignant, puis directeur d'école, à Berlin-Est, puis en Thuringe. Il enseigne l'économie politique de 1948 à 1950 à l’école supérieure de politique de Berlin-Ouest. Dans les années 1950, il publie des articles dans des revues et des bulletins de gauche et d'extrême gauche. Exclu du SPD en 1960, Willy Huhn quitte la vie publique. 
Il meurt le 17 février 1970, à Berlin.

## Publications
- Der Etatismus der Sozialdemokratie : zur Vorgeschichte des Nazifaschismus, Ça Ira, Freiburg, 2003[1].
- Trotzki, der gescheiterte Stalin, Kramer, Berlin, 1973[1].
- Trotsky, le Staline manqué, Spartacus, Paris, 1981[1]. Réédition sous le titre Staline, Trotski, l'héritage de Lénine, Spartacus, Paris, 2019.
- Sein und Schein : Eine marxist. Studie über d. Verhältnis v. Realität u. Ideologie, Arbeitsgemeinschaft f. d. wissenschaftlichen Sozialismus, Munich, 1949[1].

## Sources
- Christian Riechers: Willy Huhn (1909-1970): Eine biographische Notiz. In: Willy Huhn: Etatismus der Sozialdemokratie: Zur Vorgeschichte des Nazifaschismus. Freiburg, 2003.